# Vatochóri
Vatochóri, en grec moderne : Βατοχώρι, ou Brésnitsa (Μπρέσνιτσα), est un village du dème de Préspes, district régional de Flórina, en Macédoine-Occidentale, Grèce. 
Selon le recensement de 2011, la population du village compte 23 habitants.